# 전자 음악 장르 목록
다음은 전자 음악 장르 목록이다.

## 장르
- 앰비언트
  - 다크 앰비언트
  - 뉴에이지 음악
- 베이스 음악
  - 퓨처 베이스
  - 일렉트로 하우스
- 브레이크비트
  - 볼티모어 클럽
    - 저지 클럽

  - 빅 비트
- 칠아웃
  - 다운템포
  - 사이키델릭 트랜스
  - 트립합
- 디스코
  - Hi-NRG
    - 유로비트
    - 유로댄스

  - 이탈로 디스코
  - 포스트디스코
    - 시티 팝
- 드럼 앤 베이스
  - 리퀴드 펑크
- 덥 음악
- 일렉트로닉 록
  - 댄스록
    - 댄스 펑크

  - 일랙트로닉 팝
    - 댄스 팝
      - 디스코 폴로

    - 소피스티 팝
    - 신스팝
      - 일렉트로클래시
        - 일렉트로팝

  - 인디 록
  - 크라우트록
  - 뉴 웨이브 (음악)
    - 다크웨이브
    - 뉴 로맨티시즘

  - 포스트 록
  - 스페이스 록
  - 신스메탈
    - 그라인드코어
    - 일렉트로닉코어
- 일렉트로니카
  - 포크트로니카
  - 프로그레시브 음악
- 민속 일렉트로니카
  - 쿠두루
- 실험 음악
  - 블랙 미디
  - 일렉트로어쿠스틱 음악
    - 구체 음악

  - 글리치 (음악)
  - 노이즈 (음악)
- 펑크 퓨전 장르
  - 애시드 재즈
- 정글 (음악)
- 하드코어 테크노
  - 브레이크코어
  - 디지털 하드코어
  - 스피드코어
- 유령론
  - 베이퍼웨이브
- 힙합 음악 퓨전 장르
  - 얼터너티브 힙합
  - 클라우드 랩
  - 크렁크
  - 이모 랩
  - 멈블 랩
  - 트랩 음악
    - 드릴 음악
- 하우스 음악
  - 애시드 하우스
  - 볼 문화
  - 딥 하우스
  - 프렌치 하우스
  - 일렉트로 스윙
  - 퓨처 하우스
  - 게토하우스
    - 게토테크

  - 콰이토
  - 뭄바톤
  - 프로그레시브 하우스
  - UK 하드하우스
    - 하드베스
- 인더스트리얼 및 포스트인더스트리얼
  - 일렉트로닉 보디 뮤직
  - 인더스트리얼 메탈
  - 인더스트리얼 록
- 인텔리전트 댄스 뮤직
- 리듬 앤 블루스 및 솔 음악
  - 컨템퍼러리 알앤비
  - 네오 소울
  - 뉴 잭 스윙
- 테크노
  - 디트로이트 테크노
- 트랜스 음악
  - 드림 트랜스
  - 업리프팅 트랜스
- UK 개러지
  - 투스텝
  - 베이스라인 (음악 장르)
  - 브레이크스텝
  - 덥스텝
    - 리딤 (EDM)

  - 퓨처 개러지
  - 그라임
  - 스피드 개러지
  - UK 펑키
- 비디오 게임 음악
  - 칩튠

## 같이 보기
- 분류:일렉트로닉 뮤직 페스티벌
- 분류:전자 음악가
- 댄스 음악
- 힙합 장르 목록